# Libor Procházka
Libor Procházka, född 25 april 1974 i Vlašim, Tjeckien, är en ishockeyspelare (back) som för närvarande spelare för Leksands IF i Allsvenskan. Dit värvades han under våren 2007. Han spelade tidigare under säsongen 2006/2007 i Skellefteå AIK.
Han spelade även i elitserien säsongen 1997/1998, då för AIK. Säsongen 1999/2000 gjorde han en säsong i Nordamerika i farmarligan. Utöver det har han enbart spelat i sitt hemland och då mestadels för HC Kladno.
Libor har även spelat flitigt för det tjeckiska landslaget och han deltog i de olympiska vinterspelen 1998 i Nagano där det blev guld för det tjeckiska landslaget. Han har även medverkat i tre VM-turneringar, 1997, 1998 samt 1999 (guld).